# Малишево (Гњилане)
Малишево (алб. Malishevë или Malisheva) је село у општини Гњилане, у Косовскопоморавском округу, Косово и Метохија, Србија. Село је након 1999. године познато и као Малишт (алб. Malisht или Malishti). Према попису становништва из 2011. године, село је имало 3.165 становника, већину становништва чинили су Албанци.
Атар насеља се налази на територији катастарске општине Малишево површине ? .

## Историја
Приликом досељавања Албанаца пре 1780-е године у овом су селу живели Срби, који су се потом раселили. У Малешеву поред Албанаца живе и Срби који су се почели досељивати 1923. године.
Село је на ивици Сапарског брда и долине реке Станишорке. Неки делови су на планини, изван средњег дела села, а махала Ашани је на Станишорској реци. Вода за пиће се добија из извора, чесама и бунара.
Осим главног груписаног дела села, махала Ашани са 24 куће, затим Горња са 15 кућа и Мухаџирска махала са 13 кућа, куће су удаљене по 15 минута хода од главног дела села. А главни се део села дели на четири махале, које су одвојене улицама. Махале се зову по родовима у њима. То су:
1. Спајић
2. Дурак
3. Доч
4. Ређовић махала

Топографски називи за њиве су: Беги Дол, Ловоништа, Радиновц, Жеден, Плоча, Ограде, Бачовина, Леска и Глишик, Доа.
Топографски за шуму: Руне, Језеро, Прони (Поток), Шулања и Трске.
Село је бомбардовано током НАТО бомбардовања Југославије марта 1999. године. Рањена су три лица, од којих једна жена теже.

## Порекло становништва по родовима
Подаци из 1929. године:
У главном делу села живе:
- Спахиловић (23. куће) и Дурак (40 кућа), од фиса Бериша; постали од једне куће, која се доселила из околине Скадра 1779. године.
- Реџовић (15 кућа), од фиса Бериша; досељени по позиву нешто доцније од првих.
- Доч (16 кућа), од фиса Гаш; предак им био досељен из призренског краја за Реџовићима.

Српски родови су:
- Радосав (1 кућа, слава Св. Никола); досељен на купљено имање 1923. године из Трнићевца (Крива река). Старо презиме му је Шопрић. Даља старина као код Шопрића у Коретишту.
- Савићи (1 кућа, слава Св. Никола); досељени на купљено имање 1924. године из Прибоја (Владичин Хан)
- Тасићи (1 кућа, слава Св. Јован); досељени 1924. године из Себеврања (Владичин Хан)

У Горњој махали живи албански род Рагуш (16 кућа), од фиса Бериша; предак им досељен са Реџовићима као њихов сродник.
На Реци живи албански род Ашани (24 кућа.), од фиса Бериша; задржали се 1809. године бавећи се стоком на паши. Старином су из Малесије.
Мухаџири:
- Лазал (13 кућа.), од фиса Гаш; досељени 1878. године из Лазала (Лесковац). У Турску се после Балканског рата 1912. године иселиле две албанске куће.

## Демографија
Насеље има албанску етничку већину.
| Година       | 1948  | 1953  | 1961  | 1971  | 1981  | 1991  | 2011  |
| ------------ | ----- | ----- | ----- | ----- | ----- | ----- | ----- |
| Становништво | 1.363 | 1.507 | 1.809 | 2.105 | 2.497 | 2.880 | 3.165 |

|  |

## Становништво
| Етнички састав према попису из 1961.‍ | Етнички састав према попису из 1961.‍ | Етнички састав према попису из 1961.‍ | Етнички састав према попису из 1961.‍ | Етнички састав према попису из 1961.‍ |
| ------------------------------------ | ------------------------------------ | ------------------------------------ | ------------------------------------ | ------------------------------------ |
|                                      |                                      |                                      |                                      |                                      |
| Албанци                              | Албанци                              |                                      | 1.486                                | 82,14%                               |
| Срби                                 | Срби                                 |                                      | 298                                  | 16,47%                               |
| Југословени                          | Југословени                          |                                      | 9                                    | 0,50%                                |
| Муслимани                            | Муслимани                            |                                      | 2                                    | 0,11%                                |
| Црногорци                            | Црногорци                            |                                      | 1                                    | 0,06%                                |
| Укупно: 1.809                        |                                      |                                      |                                      |                                      |

| Етнички састав према попису из 1971.‍ | Етнички састав према попису из 1971.‍ | Етнички састав према попису из 1971.‍ | Етнички састав према попису из 1971.‍ | Етнички састав према попису из 1971.‍ |
| ------------------------------------ | ------------------------------------ | ------------------------------------ | ------------------------------------ | ------------------------------------ |
|                                      |                                      |                                      |                                      |                                      |
| Албанци                              | Албанци                              |                                      | 2.017                                | 95,82%                               |
| Срби                                 | Срби                                 |                                      | 73                                   | 3,47%                                |
| Црногорци                            | Црногорци                            |                                      | 2                                    | 0,10%                                |
| Словенци                             | Словенци                             |                                      | 1                                    | 0,05%                                |
| Укупно: 2.105                        |                                      |                                      |                                      |                                      |

| Етнички састав према попису из 1981.‍ | Етнички састав према попису из 1981.‍ | Етнички састав према попису из 1981.‍ | Етнички састав према попису из 1981.‍ | Етнички састав према попису из 1981.‍ |
| ------------------------------------ | ------------------------------------ | ------------------------------------ | ------------------------------------ | ------------------------------------ |
|                                      |                                      |                                      |                                      |                                      |
| Албанци                              | Албанци                              |                                      | 2.484                                | 99,48%                               |
| Срби                                 | Срби                                 |                                      | 8                                    | 0,32%                                |
| Муслимани                            | Муслимани                            |                                      | 1                                    | 0,04%                                |
| Укупно: 2.497                        |                                      |                                      |                                      |                                      |

| Етнички састав према попису из 2011.‍ | Етнички састав према попису из 2011.‍ | Етнички састав према попису из 2011.‍ | Етнички састав према попису из 2011.‍ | Етнички састав према попису из 2011.‍ |
| ------------------------------------ | ------------------------------------ | ------------------------------------ | ------------------------------------ | ------------------------------------ |
|                                      |                                      |                                      |                                      |                                      |
| Албанци                              | Албанци                              |                                      | 3.153                                | 99,62%                               |
| Бошњаци                              | Бошњаци                              |                                      | 8                                    | 0,25%                                |
| Турци                                | Турци                                |                                      | 3                                    | 0,09%                                |
| Укупно: 3.165                        |                                      |                                      |                                      |                                      |